# Accidente de la fuerza aérea de Sudán de 1998
El accidente de la fuerza aérea de Sudán de 1998  fue el accidente de un avión de transporte de la Fuerza Aérea de Sudán en Nasir que mató a varios de los principales líderes gubernamentales del país, incluyendo al Vicepresidente Zubair Mohamed Salih.
La mañana del 12 de febrero de 1998, un avión turbohélice Antonov An-26 de la Fuerza Aérea de Sudán intentó aterrizar en el aeropuerto de Nasir. La aeronave se salió al final de la pista y se desplazó hasta acabar en el río Sobat. El gobierno sudanés anunció que la niebla y los fuertes vientos habían causado el accidente. El portavoz del SPLA en Nairobi anunció que no fue realmente un accidente, sino que había sido causado por el SPLA.

## Fallecidos
De los cincuenta y siete pasajeros y tripulantes a bordo, 26 murieron ahogados en el río. Entre los fallecidos se encontraban:
- Salih, el vicepresidente
- Musa Sayed Ahmed, director general del Consejo Supremo por la Paz
- Arok Thon Arok, un exguerrillero que se había convertido en oficial del ejército gubernamental[5]
- Timothy Tutlam, director de la Asociación de Salvamento del Sur de Sudán[6]

El ministro de información Brigadier Mohamad Kheir y otro ministro sobrevivieron.